# Chinesisches Schuhmuseum
Das Chinesische Museum für alte Schuhe (chinesisch 中国古鞋博物馆, Pinyin Zhōngguó gǔ xié bówùguǎn oder 中国鞋博物馆,  Zhōngguó xié bówùguǎn, englisch China Museum of Shoes) ist ein 1990 von der Sixian Shoe Factory und dem Forscher Luo Chongqi gegründetes Schuhmuseum im Kreis Si der chinesischen Provinz Anhui. Es beherbergt eine Sammlung von 2.000 Paar Schuhen und über 800 Bilder.